# Dalīlar
Dalīlar (persiska: دَليلَر, وَلی قُلی قِشلاقی) är en ort i Iran.   Den ligger i provinsen Ardabil, i den nordvästra delen av landet, 400 km nordväst om huvudstaden Teheran. Dalīlar ligger 1 698 meter över havet och antalet invånare är 335.
Terrängen runt Dalīlar är lite bergig. Runt Dalīlar är det ganska glesbefolkat, med 38 invånare per kvadratkilometer. Närmaste större samhälle är Tūryākhlū, 18,6 km norr om Dalīlar. Trakten runt Dalīlar består i huvudsak av gräsmarker.